# Limba armeană apuseană

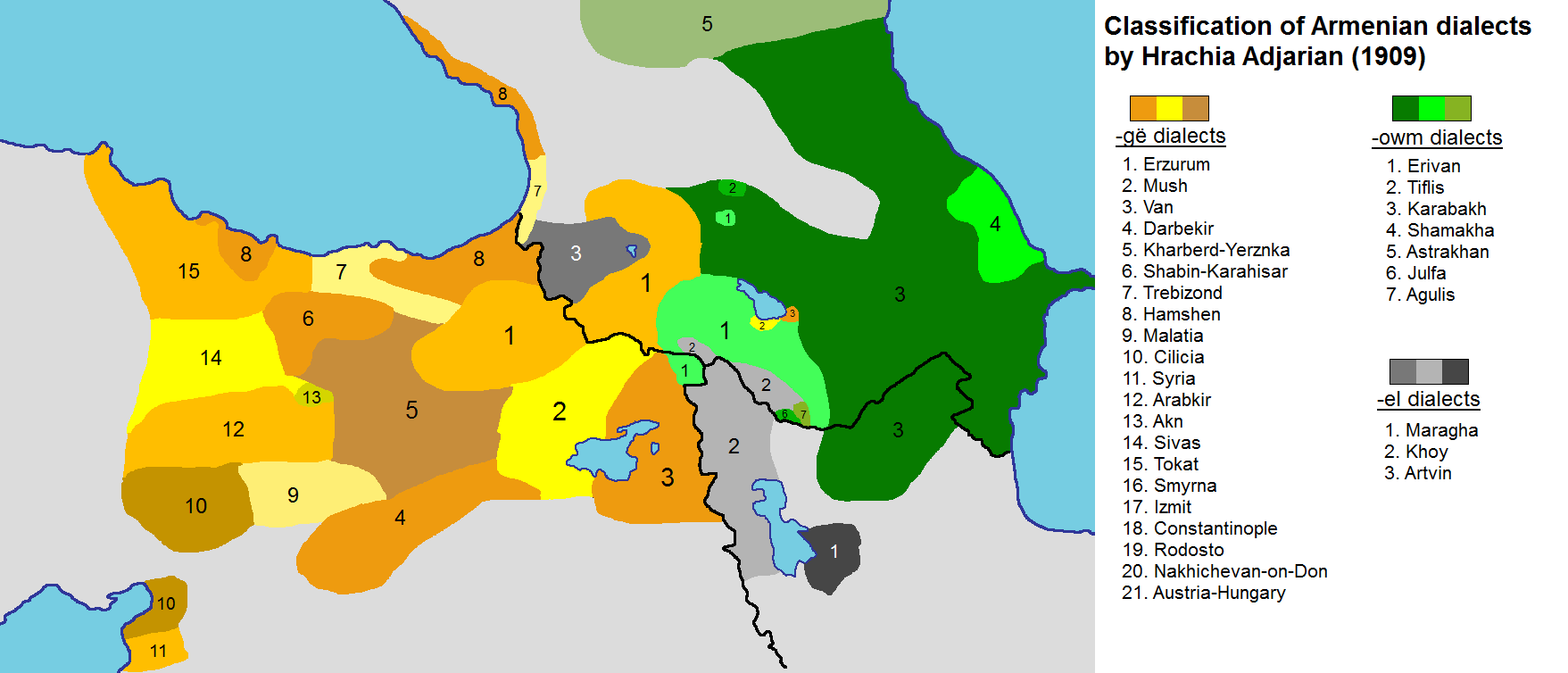
Dialectele armenei apusene sunt reprezentate în nuanțe de galben și portocaliu.

Limba armeană apuseană (în armeană արեւմտահայերէն, arevmdahayerēn) este a doua cea mai răspândită formă a limbii armene. Este vorbită în cea mai mare parte în Turcia, dar și în Georgia și Rusia, în zonele cu vaste populații de armeni, dar care nu fac parte în prezent din Armenia.